# Declaração Universal dos Direitos da Criança
Declaração dos Direitos da Criança, às vezes conhecida como a Declaração de Genebra dos Direitos da Criança, é um documento internacional que promove os direitos da criança, elaborado por Eglantyne Jebb e adotado pela Liga das Nações em 1924, e aprovado em uma forma estendida pelas Nações Unidas.
Foi proclamada pela Resolução 1386 (XIV) da Assembleia Geral das Nações Unidas, de 20 de Novembro de 1959.

## História
Em 1924, a International Save the Children Union publicou o texto da primeira declaração internacional de direitos da criança, tendo sido adotada pela Liga das Nações em 1924. O documento original está arquivado em Genebra, com assinaturas da Eglantyne Jebb, fundadora da Save the Children, além do polonês Janusz Korczak e do político suíço Gustave Ador.
As Organização das Nações Unidas (ONU), sucessora da Liga das Nações, decidiu adotar e expandir o texto da declaração, sendo ratificada pela Assembleia Geral da ONU em 20 de novembro de 1959. Essa data marca o Dia Mundial da Criança. A declaração foi sucedida pela Convenção internacional sobre os direitos da criança, ratificada em 1989 pela ONU.